# Danilo Díaz
Danilo Marcelo Díaz Núñez  (Antofagasta, Región de Antofagasta, 19 de diciembre de 1967) es un comentarista, periodista deportivo y escritor chileno. En 2009 obtuvo el premio de Premio Nacional de Periodismo Deportivo de Chile.

## Biografía
Egresó del Colegio San Luis de la ciudad de Antofagasta. Se gradúa con el título de Comunicación Social en la Universidad Diego Portales, siendo parte de la primera generación de periodistas licenciados de esta universidad. Trabaja en la Revista Don Balón serializada en Chile, formando parte del primer grupo de trabajo de esta, terminando sus labores en el año 1998 en dónde asumise como director del suplemento deportivo. Trabaja para el periódico El Mercurio como redactor. Fue corresponsal del Journal A bola de Portugal. Fue corresponsal para los torneos de Copa América en sus ediciones de 1991 y 1995. Como en 1996 para la Campeonato Europeo de Fútbol, en ese mismo año fue comentarista del programa radial Más deporte de la emisora Radio Nacional de Chile. El año 1998 es corresponsal del Copa Mundial de Fútbol de 1998. En el año 2006 trabajó como editor en ESPN RADIO Bío-Bío Deportes. Ese mismo año recibió el Premio Amador Yarur otorgado por el Club Deportivo Palestino. A partir del año 2007 es jurado del Ballon d'Or de la revista France Football.
El día 3 de diciembre de 2009 es galardonado con el Premio Nacional de Periodismo Deportivo de Chile entregado por el Círculo de Periodistas Deportivos de Chile. La ceremonia de premiación ocurrió el día viernes 18 de diciembre. El año 2010 recibió el "Premio Raúl Prado Cavada" por su aporte al Periodismo Deportivo, distinción que anualmente otorga Colo-Colo.
El año 2010 vuelve a ser corresponsal para cubrir la Copa Mundial de Fútbol de 2010.
Contribuye a la elaboración del libro Alexis El camino de un crack, en colaboración del periodista Nicolás Olea, cuya primera edición fue en noviembre de 2011.
Desde enero de 2013 forma parte de los denominados "Tenores" del programa ADN Deportes, emitido por ADN Radio Chile
En enero de 2018 asumió como presidente del Círculo de Periodistas Deportivos de Chile, siendo reelecto en el cargo para un segundo período en junio de 2022.

## Obras
- Alexis. El camino de un crack (2011), coautoría con Nicolás Olea.
- Los grandes. Diálogos con hombres de fútbol (2012).
- 80 años del fútbol chileno (2013).
- Cracks (2013), con la participación de las editoras María Paz Garafulic y Jennifer King.
- Los apodos de la Roja (2014), coautoría con Axel Pickett.

## Premios
| Premio                                                                                  | Año  |
| --------------------------------------------------------------------------------------- | ---- |
| Premio Nacional de Periodismo Deportivo                                                 | 2009 |
| Premio Raúl Prado Cavada                                                                | 2010 |
| Premio a la Trayectoria Periodística de El Gráfico Chile                                | 2015 |
| Premio al reportaje investigativo de AIPS Media por el reportaje Para Santiago es penal | 2023 |